# Christa Meves
Christa Meves (născ. Mittelstaedt; n. 4 martie 1925, Neumünster) este o scriitoare și psihologă germană.

## Date biografice
Christa după terminarea studiilor de germanistică, geografie și filozofie la Universitatea din Breslau și Kiel a terminat cu examen de stat, psihologia în Hamburg. În 1962 urmează un curs de specializare de psihologie și pedagogie pentru tineret și copii la Institutul din Göttingen. Ea lucrează în Uelzen și scrie peste 100 de cărți care au fost traduse în 13 limbi. Între anii 1978 - 2006 este coeditor la ziarul săptămânal Rheinischer Merkur. Din 1946 este căsătorită cu medicul oftalmolog Harald Meves († 2003). Din 1973 este membră a sinodei evanghelice germane, pe care o va părăsi în 1987 și se convertește la catolicism în 1987.